# Guacamelee!
Guacamelee! es un videojuego de plataformas de acción desarrollado y publicado por DrinkBox Studios. El videojuego fue originalmente lanzado para PlayStation 3 y PlayStation Vita en abril de 2013, y más tarde fue lanzado en Windows en agosto de 2013, y a OS X y Linux en febrero de 2014. En julio de 2014 se lanzó una edición mejorada para Wii U, Windows, PlayStation 4, Xbox One y Xbox 360. El videojuego se inspira en la cultura tradicional mexicana y el folclore. 
Una secuela, Guacamelee 2, fue anunciada en octubre de 2017 y lanzado el día 21 de agosto de 2018 para la PlayStation 4, e incluye un modo cooperativo de cuatro jugadores. 

## Jugabilidad

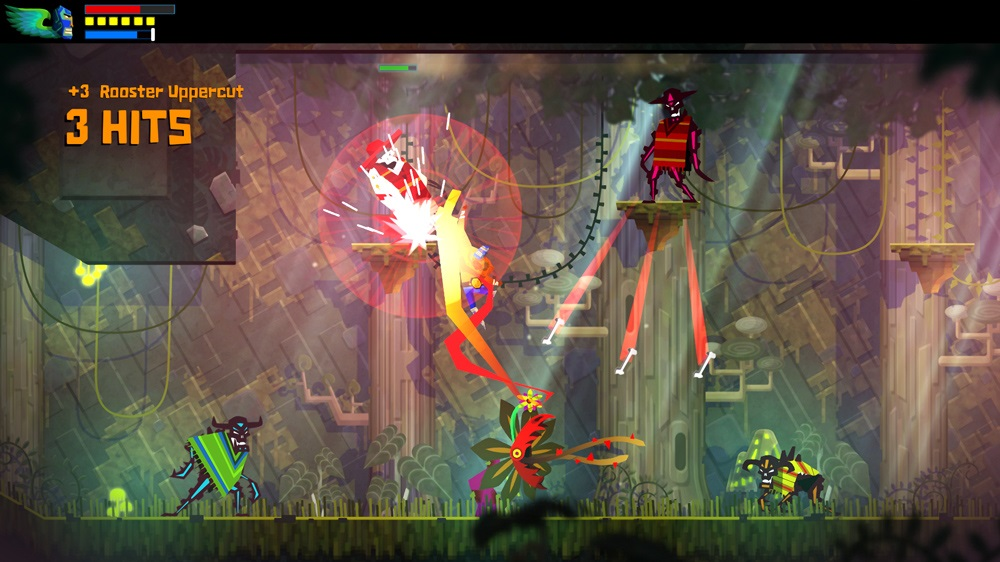
Captura de pantalla del videojuego

Guacamelee! es una videojuego de plataformas de acción y pelea híbrida de estilo Metroidvania en 2D . Los jugadores controlan al luchador Juan y exploran un mundo abierto y no lineal para completar los objetivos centrales de la historia mientras recogen las mejoras necesarias para el personaje y luchan contra los enemigos. Las monedas recogidas de los enemigos derrotados se utilizan para comprar nuevas habilidades en las tiendas, que también sirven como puntos de control. El videojuego incluye un modo cooperativo de dos jugadores, con el segundo jugador asumiendo el papel de Tostada, Guardiana de la Máscara.

### Habilidades
A medida que los jugadores avanzan en el juego, Juan rompe las "estatuas de Choozo", una referencia directa a las "estatuas de Chozo" de Metroid, para ganar nuevas habilidades. Algunas habilidades le dan a Juan nuevas opciones de combate; el color de cada movimiento corresponde a obstáculos de colores similares en el mundo, requiriendo que Juan aprenda movimientos específicos antes de acceder a ciertas áreas. Otras habilidades incluyen mejoras al movimiento, como el salto doble, y la habilidad de cruzar entre el mundo de los vivos y el mundo de los muertos.

## Argumento
En un pequeño pueblo de México, Juan Aguacate es un humilde agricultor de agave que está enamorado de la hija de El Presidente. Cuando un esqueleto de charro malvado llamado Carlos Calaca ataca el pueblo y secuestra a la hija de El Presidente, Carlos asesina a Juan durante su intento de detenerlo y termina en el mundo de los muertos. Allí, una misteriosa luchadora llamada Tostada le da a Juan una misteriosa máscara que lo transforma en un poderoso luchador y lo devuelve al mundo de los vivos. Ahora le toca a Juan impedir que Carlos sacrifique a la hija de El Presidente en un ritual que le permita tomar el control de ambos mundos.

## Desarrollo y lanzamiento

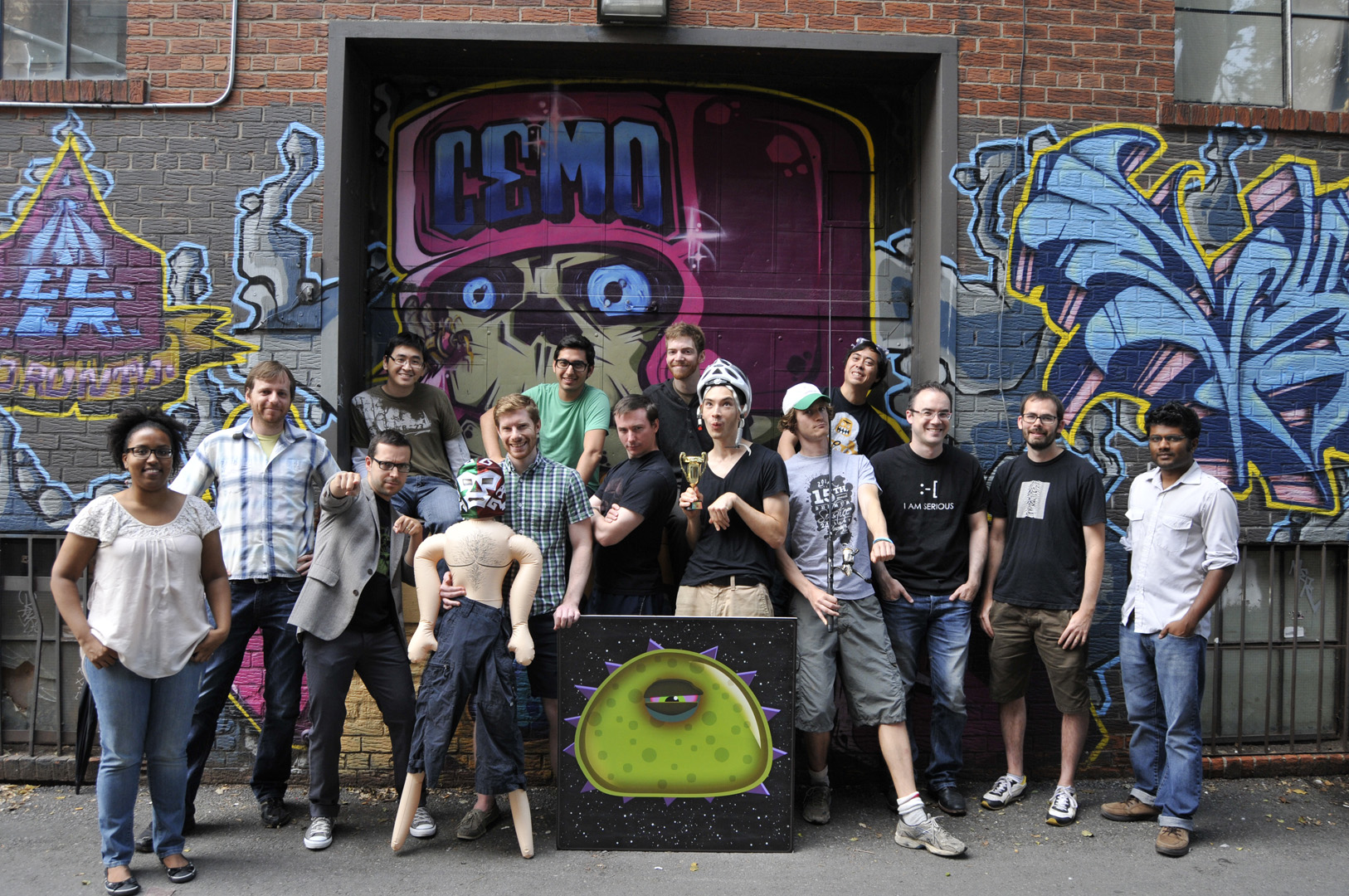
El equipo de desarrollo de DrinkBox

El videojuego se lanzó originalmente para PlayStation 3 y PlayStation Vita en abril de 2013, con soporte cross-buy y misiones y disfraces adicionales lanzados como contenido descargable. Guacamelee!: Gold Edition, publicado en Steam en agosto de 2013, incluye el DLC publicado anteriormente, así como el soporte de Steam Workshop, lo que permite a los jugadores crear sus propios disfraces de personajes utilizando Adobe Flash y compartirlos en línea. Esta versión fue lanzada más tarde para OS X y Linux en febrero de 2014. Guacamelee!: Super Turbo Championship Edition, que añade niveles y jefes adicionales además de los anteriores DLC, salió a la venta para PlayStation 4, Xbox One, Windows, Xbox 360 y Wii U en julio de 2014. El videojuego fue un título gratuito de PlayStation Plus para los suscriptores durante mayo de 2015. La idea detrás del tema mexicano fue propuesta originalmente por el animador.

### Edición Física
En julio de 2015, DrinkBox Studios se asoció con la compañía de cajas de suscripción IndieBox, para distribuir un lanzamiento físico exclusivo de Guacamelee! Esta caja de coleccionista limitada incluye una memoria flash con un archivo de juego libre de DRM, banda sonora oficial, manual de instrucciones, código de Steam, y varias figuras coleccionables a medida.
En agosto de 2017, Vblank Entertainment lanzó una versión limitada de Guacamelee!: Super Turbo Championship Edition para la PS4. Esta edición se limitó a 3 800 copias.

## Recepción
Guacamelee! fue seleccionado como nominado en IndieCade en agosto de 2012. El videojuego también fue nominado para el Independent Games Festival de 2013 por Excelencia en Arte Visual. IGN dio al juego un 9.0, afirmando que el único error del videojuego fue la corta longitud. 
Juan aparecerá como un personaje jugable en el próximo juego de Wii U y PC Hex Heroes. Tanto Juan como Tostada aparecen como personajes jugables en el videojuego de Wii U Runbow. Juan también va a aparecer en Indivisible como miembro del grupo de personajes principales.